# イグジスト
『イグジスト』は、音楽ユニット・angelaの23作目のシングル。2015年2月11日にスターチャイルドから発売された。

## 概要
- 前回シングル「Different colors」から約7ヶ月ぶりのリリース。
- ジャケットには蒼穹のファフナーの真壁一騎と皆城総士がプリントされている。
- 蒼穹のファフナーEXODUS上映会にてキャストにこの曲のジャケットの無茶振りが行われ、それにちなみangelaのラジオ番組「angelaのsparking!talking!show!」内にて『一騎と総士何を言うジスト？』というコーナーが行われた[1]。

## 収録曲
| 全作詞: atsuko、全作曲: atsuko・KATSU、全編曲: KATSU。 |                                |        |               |      |
| #                                                      | タイトル                       | 作詞   | 作曲・編曲    | 時間 |
| 1.                                                     | 「イグジスト」                 | atsuko | atsuko・KATSU | 4:09 |
| 2.                                                     | 「暗夜航路」                   | atsuko | atsuko・KATSU | 5:29 |
| 3.                                                     | 「イグジスト」(Off Vocal Ver.) | atsuko | atsuko・KATSU | 4:09 |
| 4.                                                     | 「暗夜行路」(Off Vocal Ver.)   | atsuko | atsuko・KATSU | 5:29 |
| 合計時間:                                              | 合計時間:                      | 19:16  |               |      |

## 楽曲解説
1. イグジスト
「蒼穹のファフナーEXODUS」オープニング
  - 疾走感のある、蒼穹のファフナーシリーズに寄り添った一曲。
  - “「少年少女が悲観的な状況の中、戦っています”ということではなくて、“悲観的な状況の中にあってそれでも戦う少年少女たちがいます”ということを表現したかったから、おどろおどろしかったり、何かを暗示したりしているような言葉ではあるんだけど、実はちょっとポップに聞こえる、って感じにしようとは考えてましたね。」と語っている[2]。
  - 曲の中には、過去の蒼穹のファフナーシリーズの曲である『Shangri-La』や『蒼穹』を連想させる場面がある。
  - この曲のサビに同じくangelaの「乙女のルートはひとつじゃない!」（テレビアニメ『乙女ゲームの破滅フラグしかない悪役令嬢に転生してしまった…』主題歌）のBメロを繋ぎ合わせた動画が動画サイト上で流行し、KATSUが反応を見せている[3]。
2. 暗夜行路
「蒼穹のファフナーEXODUS」エンディング

## 収録アルバム
- 「イグジスト」
  - オリジナルアルバム『ONE WAY』（#2）（2015年5月20日）
  - ベスト・アルバム『angela all time best 2010-2017』（ディスク2-#3）（2018年10月24日）
  - 『蒼穹のファフナー ALL SONGS』([CD2]-#4)
- 「暗夜航路」
  - ベスト・アルバム『angela all time best 2010-2017』（ディスク2-#4）（2018年10月24日）
  - 『蒼穹のファフナー ALL SONGS』([CD2]-#5)